# Siculeni
Siculeni (węg. Madéfalva) – wieś w Rumunii, w okręgu Harghita, w gminie Siculeni. W 2011 roku liczyła 2726 mieszkańców.
7 stycznia 1764 w Siculeni miało miejsce masowe morderstwo Seklerów, dokonane przez armię habsburską, nazywane Siculicidium. W jego wyniku zginęło około 200 osób, w tym kobiety i dzieci, a 400 zostało uwięzionych.